# Shimazu Toyohisa
En aquest nom japonès, el cognom és Shimazu.
Shimazu Toyohisa (岛津豊久, Shimazu Toyohisa 1570-1600) va ser un samurai del període Sengoku en la història del Japó.
Toyohisa va ser fill de Shimazu Iehisa i nebot de Shimazu Yoshihiro. Va participar durant la campanya de pacificació de Kyūshū (1587) sota les ordres de Yoshihiro en contra de Toyotomi Hideyoshi.
Va participar també durant la batalla de Sekigahara del costat d'Ishida Mitsunari en contra de les tropes de Tokugawa Ieyasu. Durant aquest conflicte i després de la traïció de Kobayakawa Hideaki, les tropes de Mitsunari es van desmoralitzar i van començar a fugir desordenadament. Les tropes del clan shimazu van ser atacades aleshores pel contingent de Ii Naomasa i Toyohisa va ser mort en combat.